# Молодіжне (Кальміуський район)
Молоді́жне — селище Кальміуського району Донецької області України. Молодіжне підпорядковане Докучаєвській міській громаді.

## Загальні відомості
Відстань до райцентру становить близько 37 км і проходить автошляхом Н20.
Із серпня 2014 р. перебуває на території, яка тимчасово окупована російськими терористичними військами.

## Населення

### Мова
Розподіл населення за рідною мовою за даними перепису 2001 року:
| Мова            | Кількість | Відсоток |
| --------------- | --------- | -------- |
| українська      | 107       | 68.15%   |
| російська       | 46        | 29.30%   |
| інші/не вказали | 4         | 2.55%    |
| Усього          | 157       | 100%     |

За даними перепису 2001 року населення селища становило 157 осіб, із них 68,15 % зазначили рідною мову українську та 29,3 % — російську.